# El olvido que seremos
El olvido que seremos es una novela biográfica del autor colombiano Héctor Abad Faciolince, sobre su padre, el médico Héctor Abad Gómez. Fue publicada en noviembre de 2005 por la editorial Planeta, para finales de ese año se había reimpreso ya en tres ocasiones y en los años sucesivos alcanzó más de cuarenta ediciones y más de 200.000 ejemplares vendidos en Colombia, donde se convirtió en un fenómeno de culto. Editado también en España, México y otros países, esta novela sin ficción ha sido uno de los libros más leídos en Iberoamérica en lo que va corrido del siglo XXI.
Sobre este libro escribió Mario Vargas Llosa: «El libro es desgarrador pero no truculento, porque está escrito con una prosa que nunca se excede en la efusión del sentimiento, precisa, clara, inteligente, culta, que manipula con destreza sin fallas el ánimo del lector, ocultándole ciertos datos, distrayéndolo, a fin de excitar su curiosidad y expectativa, obligándolo de este modo a participar en la tarea creativa, mano a mano con el autor».

## Premios
Abad Faciolince ha recibido varios premios internacionales por esta novela, entre ellos, el premio literario de Derechos Humanos de 2012 que concede la Oficina en Washington para Asuntos Latinoamericanos (WOLA por sus siglas en inglés) y la Universidad de Duke en Estados Unidos y el Prémio Criação Literária Casa da América Latina de Portugal.
El olvido que seremos ha sido traducido a los siguientes idiomas: alemán, italiano, francés, inglés, portugués, neerlandés, árabe, rumano y ucraniano.

## Título
El título del libro está tomado del primer verso de un soneto atribuido a Jorge Luis Borges: "Aquí, hoy". La historia de este poema ha sido recreada en dos libros sucesivos, uno del a,Ya somos el olvido que seremos, está en el origen del libro de Abad. El poema, apócrifo o auténtico de Borges, fue encontrado en el bolsillo de Héctor Abad Gómez, el padre del autor, el día de su asesinato.

## Adaptación al cine
El libro fue adaptado al cine en 2019, por el director español, Fernando Trueba.